# Nandus oxyrhynchus
Nandus oxyrhynchus är en fiskart som beskrevs av Ng, Vidthayanon och Ng, 1996. Nandus oxyrhynchus ingår i släktet Nandus och familjen Nandidae. IUCN kategoriserar arten globalt som livskraftig. Inga underarter finns listade i Catalogue of Life.